# Amylostereum
Genre
Amylostereum est un genre de champignons de la famille des Amylostereaceae.

## Liste d'espèces
Selon Catalogue of Life (27 octobre 2013), Index Fungorum (27 octobre 2013) et NCBI (27 octobre 2013) :
- Amylostereum areolatum (Chaillet ex Fr.) Boidin 1958 qui vit en symbiose avec Syrex nocitlyo
- Amylostereum chailletii (Pers.) Boidin 1958
- Amylostereum ferreum (Berk. & M.A. Curtis) Boidin & Lanq. 1984
- Amylostereum laevigatum (Fr.) Boidin 1958